# محلمی
محلمی، محلامی یا ماردلی (عربی: المُحَلَّمِيَّة‎، ت. «Al-Muḥallamiyya»؛ کردی: Mihellemî‎؛ سریانی: ܡܚܠ̈ܡܝܐ‎، ت. «Mḥallmāye»؛ ترکی استانبولی: Mıhellemi) یک گروه قومی قبیله‌ای عرب‌زبان است که به طور سنتی در اطراف شهر ماردین، ترکیه زندگی می‌کند. به دنبال مهاجرت از سال ۱۹۲۰، آن‌ها در لبنان نیز جمعیت قابل توجهی دارند. به دلیل جنگ داخلی لبنان، تعداد زیادی به اروپا، به ویژه آلمان، مهاجرت کردند. آن‌ها معمولاً خود را به عنوان عرب‌ها شناسایی می‌کنند، اما گاهی اوقات با گروه‌های قومی دیگری مانند کردها یا آشوری‌ها و آرامی‌ها مرتبط هستند. با این حال، ریشه‌های تاریخی آن‌ها به طور قطعی مشخص نشده است. آن‌ها مسلمانان سنی هستند و عمدتاً به یک لهجهٔ عربی که تحت تأثیر زبانی ترکی، کردی و آرامی قرار دارد، صحبت می‌کنند.

## خاستگاه
تاریخ ورود آن‌ها به آناتولی مشخص نیست، اما احتمالاً در قرن پنجم رخ داده است. هیچ مدرک کتبی از اجداد آن‌ها در این دوره وجود ندارد. در میان محلمی‌ها، دیدگاهی وجود دارد که آنها از تبار بنی هلال هستند، اما منابع تاریخی و پژوهش‌ها نشان می‌دهند که این امر تا حدودی بعید است. احتمال بیشتری وجود دارد که جد عربی آن‌ها از قبایل ربیعه باشد و احتمالا از بنی شیبان باشد. برخی منابع این گروه را از نظر قومی یا مذهبی آشوری در نظر می‌گیرند.
این نظریه همچنین توسط خاورشناس «اسحاق آرمالا» و رهبر کلیسای ارتدکس سریانی «ایگناتیوس افرام اول» تأیید شده است که نشان می دهد مسیحیان سریانی که تحت فشار به اسلام گرویدند در اواخر قرن هفدهم شروع به خود لقب محلمویه داده اند.
جهانگرد انگلیسی مارک سایکس در سال ۱۹۰۷ نوشت: این قبیله تاریخ عجیبی دارد. آنها بیان می کنند که ۳۵۰ سال پیش مسیحی بودند. در زمان قحطی ذرت، آنها از پاتریارک اجازه گرفتند تا درایام روزه گوشت بخورند. پاتریارک نپذیرفت و آنها مسلمان شدند. آنها به عربی صحبت می کنند و زنان لباس قرمز می پوشند و حجاب ندارند. ابراهیم پاشا می گوید که آنها اکنون نژادی از اعراب و اکراد هستند. برخی خانواده‌ها هنوز هم مسیحی هستند.

## جمعیت شناسی

### ترکیه
در سال 2015، محمد علی اسلان اولین محلمی‌ای بود که از که به عنوان نماینده پارلمان ترکیه از حزب دموکراتیک خلق‌ها انتخاب شد. آخرین رهبر محلمی‌ها در ترکیه وکیل میروغلو است.

### دیاسپورا
مهاجرت محلمی‌ها از ترکیه به لبنان از دهه ۱۹۲۰ آغاز شد. در دهه ۱۹۴۰، ده‌ها هزار نفر دیگر به لبنان آمدند و عمدتاً در شهرهای بیروت و طرابلس سکنی گزیدند. محلمی‌ها به طور سنتی در مناطق لبنان مانند طرابلس، دره بقاع و بیروت در تعداد زیاد مستقر شده‌اند و پس از مهاجرت از استان ماردین در ترکیه، به بخشی جدایی‌ناپذیر از جامعه سنی این کشور تبدیل شده‌اند. لبنان تا پیش از جنگ داخلی بین ۷۰٬۰۰۰ تا ۱۰۰٬۰۰۰ محلمی جمعیت داشت.
منشأ و وضعیت حقوقی آن‌ها از زمانی که در اوایل دهه ۱۹۸۰ به شکل انبوه در کشورهای اروپایی غربی درخواست پناهندگی کردند، نگرانی خاصی ایجادکرده است
محلمی‌ها از جمله پناهندگان جنگ داخلی لبنان بودند که از سال ۱۹۷۶ به بعد، به آلمان و کشورهای اروپایی دیگر مانند هلند، دانمارک و سوئد مهاجرت کردند و از آن زمان به صورت نیمه‌قانونی یا به عنوان پناهجو زندگی میکنند. برلین با حدود ۸,۰۰۰ نفر، بزرگترین جامعه دیاسپورای محلمی را در اروپا دارد (تا ژوئن ۲۰۰۳).

## همچنین ببینید
- عرب‌های اروپا
- زبان آرامی
- عمرلی (ماردین)
- جبعدین (سوریه)
- بخعه (سوریه)